# Pinarophyllon bullatum
Pinarophyllon bullatum är en måreväxtart som beskrevs av Paul Carpenter Standley. Pinarophyllon bullatum ingår i släktet Pinarophyllon och familjen måreväxter. Inga underarter finns listade i Catalogue of Life.